# Katarina Knutsdotter
Katarina Knutsdotter, död 1407 i Kalmar, var en svensk hovfunktionär. Hon var hovmästarinna för Sveriges drottning Filippa av England.  
Hon var dotter till Märta Ulfsdotter och Knut Algotsson (Bengt Hafridssons ätt) och dotterdotter till heliga Birgitta. Hon utsågs 1406 till hovmästarrinna åt drottning Filippa efter dennas ankomst till Sverige. Det har teoretiserats att hon väckte Filippas intresse för birgittinorden i Vadstena.
Hon avled i Kalmar och begrovs i Vadstena.